# Nebel über Frisco
Nebel über Frisco ist ein US-amerikanischer Kriminalfilm aus dem Jahr 1934 von William Dieterle mit Bette Davis und Donald Woods in den Hauptrollen. Der Pre-Code-Film wurde von First National produziert und basiert auf dem Roman The Five Fragments von George Dyer.

## Handlung
Ein Mann eilt vom Flughafen San Francisco zu Jake Bellos Nachtclub, um einige gestohlene Anleihen abzugeben. Er rät Bello, sie schnell loszuwerden, da er den Verdacht hegt, von Detektiven verfolgt zu werden. Kurz darauf besucht Arlene Bradford mit ihrem Verlobten Spencer Carleton und ihrer Stiefschwester Valkyr den Club. Alle begrüßen Arlene, die früher Stammgast im Club war, seit ihrer Verlobung aber nicht mehr oft ausgeht. Während sich Reporter Tony Sterling an Arlenes Tisch setzt, legt Bello die gestohlenen Anleihen in Arlenes Auto. Zu Hause nimmt Arlene die Anleihen heraus und legt sie in den Safe. Everett Bradford, Arlenes Stiefvater, beschuldigt sie, genau wie ihre Mutter „böses Blut“ zu haben, aber Valkyr stärkt ihr den Rücken.
Wütend über die Anschuldigungen ihres Stiefvaters verlässt Arlene das Haus und geht direkt zu Bradfords Büro, wo Spencer arbeitet. Als sie Spencer die letzte Ladung Anleihen überreicht, bittet er sie, sie zurückzugeben. Sie kann ihn überreden, die Anleihen noch einmal zu verkaufen. Polizeibeamte treffen im Haus der Bradfords ein, um nach den Anleihen zu suchen. Thorne, der Butler, hört Telefongespräche ab und hört, wie Arlene eine Verabredung mit einem Mann vereinbart. Sie gibt Spencer in einem Brief seinen Verlobungsring zurück und packt eine Tasche. Bradford bestellt Spencer ins Haus und enthüllt, dass seine Beteiligung am Anleihenbetrug entdeckt wurde. In Bellos Nachtclub verkündet Arlene, dass sie mit dem Betrug fertig ist. Ohne sich um Bellos Drohungen zu kümmern, verlässt sie den Club zu einem Rendezvous mit Joshua Mayard, dem Honolulu-Manager von Bradfords Firma und zugleich Anstifter des Betrugs. Mayard bittet Arlene, ihm seine Liebesbriefe zurückzugeben, weil er sie nicht mehr liebe. Sie besteht darauf, dass sie mit ihm nach Hawaii fährt. Zu Hause hört Valkyr den Aufzug des Hauses und rennt, da sie Arlene erwartet, hinaus, um sie zu suchen. Als sie niemanden sieht, kehrt sie in ihr Zimmer zurück. Nachdem sie den Aufzug ein zweites Mal hört, untersuchen sie und Thorne den Vorfall. Sie entdecken Arlenes Auto in der Garage und sehen ein Taxi wegfahren. 
Am nächsten Morgen findet Valkyr eine Nachricht von Arlene, in der steht, dass sie von zu Hause weggegangen ist. Valkyr ist entschlossen, ihre Stiefschwester zu finden, und ruft Tony bei der Zeitung an, um ihn zu bitten, die Geschichte geheim zu halten. Trotz ihrer Bitte kommt die Nachricht in die Zeitung. Tony und der Fotograf Izzy Wright treffen Valkyr in der Garage, aber sie will nicht mit ihnen reden. Nachdem Izzy Arlenes Leiche im Kofferraum ihres Autos findet, ruft Tony Valkyr am Haustelefon an. Als sie sich erneut weigert, mit ihm zu reden, gibt er die Geschichte telefonisch bei der Zeitung durch.
Valkyr erhält ein von Arlene unterschriebenes Telegramm, in dem sie gebeten wird, das Auto und den Umschlag mit ihren Briefen mitzubringen, die sie Valkyr zur sicheren Aufbewahrung gegeben hatte. Ohne zu wissen, dass Arlene tot ist, fährt Valkyr zum Treffpunkt und wird von Bello und seinen Männern gefangen genommen. Die Polizei verliert Bellos Boot im Nebel. Es wird entdeckt, dass Spencer Selbstmord begangen hat und erfahren, dass Arlene ihre Besitztümer ihrem Ehemann Arthur Burchard hinterlassen hat. Tony und Izzy finden Bellos Yacht und die Hafenpolizei findet seine Leiche. Jetzt verdächtigt die Polizei Bradford. Thorne enthüllt, dass er ein Geheimdienstbeamter ist, der an dem Geschäft mit gestohlenen Anleihen arbeitet. Er erkennt Mayards Stimme und identifiziert ihn als Burchard. Valkyr wird gerettet und erklärt, dass Arlenes Briefe in einem Code geschrieben waren, der Mayard belastet. Der Mord ist aufgeklärt und Tony macht Valkyr einen Heiratsantrag.

## Hintergrund
Gedreht wurde der Film vom 22. Januar bis zum 10. Februar 1934 in San Francisco, im Hafen Los Angeles sowie in den Warner-Studios in Burbank.
Jack Okey oblag die künstlerische Leitung. Orry-Kelly war für das Kostümbild zuständig. Robert Lord arbeitete als Produktionsleiter. Leo F. Forbstein dirigierte das Vitaphone-Orchester.
Der Hund der Bradfords, ein Drahthaar-Foxterrier, wurde von Skippy dargestellt, der später als Asta in der Dünner Mann-Krimireihe bekannt wurde.

## Veröffentlichung
Die Premiere des Films fand am 2. Juni 1934 statt. In der Bundesrepublik Deutschland wurde er am 17. November 1997 im deutschen Fernsehen ausgestrahlt.

## Kritiken
Der Filmkritiken-Aggregator Rotten Tomatoes hat in einer Auswertung ein Publikumsergebnis von 35 Prozent positiver Bewertungen ermittelt.
Mordaunt Hall von der The New York Times notierte, was dem Film an Glaubwürdigkeit fehle, mache er teilweise durch sein atemberaubendes Tempo und seine Fülle an Action wieder wett. In diesem knallharten Thriller werden ehrliche und betrügerische Menschen auf die wahlloseste Art und Weise zusammengeworfen.
Das Lexikon des internationalen Films schrieb: „Ein von der Geschichte her äußerst simpler Kriminalfilm, der jedoch durch seine rasante Machart und den experimentierfreudigen Einsatz technischer Möglichkeiten überzeugt.“
Die Filmzeitschrift Cinema befand: „William Dieterles flott inszeniertes Krimi-Melodram lebt vor allem von Bette Davis’ Schauspielkunst. Fazit: Schwarzer Freitag für Davis, schwarzer Humor für uns alle.“